# Svi kažu Volim te (1996.)
Svi kažu Volim te (Everyone Says I Love You), američki film iz 1996. godine.

## Sažetak
Imućna i bogata newyorška obitelj Dandridge. Bračni par Bob i Steffi su glava te obitelji. U toj obitelji su njihova zajednička djeca Skylar, Scott i Laura. Steffi također ima i kći Djunu nadimka DJ, koju ima iz veze s Joem Berlinom, s kojim je Steffi i dalje ostala u dobrim odnosima. Svima je poznato da je Joe i dalje zaljubljen u Steffi. Veze mu s drugim ženama ne uspijevaju i redovito propadaju. Ali, dok je boravio u Europi upoznao je lijepu Amerikanku Von.